# 科什馬利夫
51°12′54″N 32°41′18″E / 51.21500°N 32.68833°E
科什馬利夫（烏克蘭語：Кошмалів），是烏克蘭北部的村莊，隸屬切爾尼希夫州的尼任區。該村始建於1929年，面積0.02平方公里，海拔高度136米，2006年人口2，人口密度每平方公里125人。